# La Grande Vie (Le Clézio)
Pour les articles homonymes, voir La Grande Vie.
La Grande Vie est un roman court de J. M. G. Le Clézio paru en 1990.

## Résumé
La Grande Vie est une histoire qui suit la vie de deux filles appelées Christelle et Christèle. En raison de leur ressemblance, les gens autour d’elles les croient être sœurs jumelles et leur donnent les noms de Pouce et Poussy. Elles habitent avec leur mère adoptive, maman Janine au nord de la France. Ces filles sont, depuis leur enfance, unies comme les doigts de la main. 
Au fil du temps, elles se rendent compte que chaque jour de leur vie ressemble à ceux passés, et à ceux à venir.  C’est donc par un jour d’été qu’elles décident qu’il est temps de prendre en main leurs rêves. Avec une maigre bourse, leurs économies, elles achètent un billet pour le sud, Monaco. Après un long voyage qui semblait ne jamais se terminer, elles arrivèrent à Monte-Carlo, où elles s'offrirent des vacances de luxe. Quand leur bourse fut près d’être vide, elles firent du stop jusqu’en Italie, où elles volèrent des biens, de la nourriture et dormirent sur les plages.
Par une nuit fraiche, toujours dans le même été, le sentiment de détresse évolua dans le cœur de Poussy, elle ne maitrisa plus ses émotions et décida qu’il était temps de repartir chez elle. Alors que Pouce était malade, elle rencontra un jeune homme qui la réconforta et lui donna la force de suivre Poussy dans le voyage de retour.
Quand elles arrivèrent a une station service, elles prièrent un chauffeur de poids-lourds de les emmener avec lui, il finit par accepter. Après quelque temps, le camion arriva à la frontière entre la France et l’Italie, la police l’arrêta et prit les papiers du conducteur, et des passagers. Apparemment, les vols de Pouce et Poussy n’étaient pas passé inaperçus et elles furent emprisonnées.